# Goodyear Classic
De Goodyear Classic was een golftoernooi in Zuid-Afrika, dat deel uitmaakte van de South African Tour (later de Sunshine Tour).
Van 1984 tot en met 1992 werd het toernooi gespeeld op de Humewood Golf Club, in Port Elizabeth.

## Winnaars
- 1984:  John Bland
- 1985:  Denis Watson
- 1986:  Tony Johnstone[1]
- 1987:  John Bland[2]
- 1988:  Trevor Dodds[3] (later Amerikaanse nationaliteit)
- 1989: Geen toernooi
- 1990 (febr): / Phil Jonas[4]
- 1990 (dec):  Fulton Allem[5]
- 1991:  Justin Hobday[6]
- 1992:  Ernie Els[7]

Amatola Sun Classic · Atlantic Beach Classic · Bell's Player Championship · Bloemfontein Classic · Botswana Open · Bushveld Classic · Canon Classic · Coca-Cola Charity Championship · Cock of the North · Devonvale Classic · Emfuleni Classic · Eskom Power Cup · General Motors Open · Goldfields Powerade Classic · Goodyear Classic · Graceland Challenge · Highveld Classic · ICL International · Iscor Newcastle Classic · Kalahari Classic · Limpopo Classic · Lombard Tyres Classic · Mafunyane Trophy · Mercedes Benz Golf Challenge · Mount Edgecombe Trophy · Namibië Open · Namibia PGA Championship · Nashua Wild Coast Sun Challenge · Natal Open · Nelson Mandela Invitational · Northern Cape Classic · Observatory Classic · Palabora Classic · Parmalat Classic · Radio Algoa Challenge · Randfontein Classic · Rhodesian Masters · Riviera Resort Classic · Royal Swazi Sun Classic · Seekers Travel Pro-Am · South African Masters · South African Match Play Championship · South African Pro-Am Invitational · Spoornet Classic · Sun Coast Classic · Transvaal Open · Vodacom Golf Championship · Vodacom Open · Vodacom Players Championship · Vodacom Series · Vodacom Trophy · Western Cape Classic · Western Province Open